# 小川町高萩
小川町高萩（おがわまち たかはぎ）は、福島県いわき市の大字である。郵便番号は979-3122。

## 地理
いわき市北部の小川地区に属する。北で小川町塩田、小川町上小川、小川町上平、東で小川町三島、南で小川町西小川、西で三和町下永井とそれぞれ隣接する。概ね町村制施行以前の磐前郡高萩村の流れを汲む地域である。二級水系夏井川右岸域および支流の小玉川左岸流域を主な範囲とする。東部の夏井川と小玉川にはさまれた平野部にJR小川郷駅やいわき市役所小川支所を中心とした市街地が広がり、小玉川に沿った平地に水田や住宅地が広がる。西側は山林が広がり、小玉ダムによって形成されたこだま湖が広がる。内郷御厩町内に所在するいわき中央警察署及び小川町上小川に所在する平消防署小川分遣所がそれぞれ管轄にあたる。

### 主な字
字
- 手ノ倉
- 山ノ入
- 鹿野
- 家ノ前

- 前川原
- 上代
- 下川原
- 小路尻

- 下代
- 江添
- 上川原

### 河川
二級水系夏井川水系
- 夏井川
  - 小玉川
    - 小玉ダム（こだま湖）

## 歴史
- 1879年1月27日 - 笠間藩領高萩村が福島県内における郡区町村制の施行により磐前郡の村となる[4]。
- 1889年4月1日 - 町村制の施行により高萩村が三島村、塩田村、西小川村、赤井村と合併し、赤井村が発足する。旧高萩村域は赤井村の大字となる。[4]。
- 1896年4月1日 - 磐前郡と周辺郡との合併により石城郡が発足し、石城郡赤井村となる[4]。
- 1955年2月11日 - 赤井村のうち大字西小川、三島、高萩、塩田が上小川村、下小川村と合併して小川町が発足し、小川町の大字となる[4]。
- 1966年10月1日 - 小川町が平市・磐城市・常磐市・勿来市・内郷市、石城郡遠野町・四倉町・川前村・田人村・好間村・三和村、双葉郡久之浜町・大久村と合併しいわき市となり、いわき市小川地区の大字となる[4]。

## 世帯数と人口
2023年10月31日現在の世帯数と人口は以下の通りである。
| 大字       | 世帯数  | 人口   |
| ---------- | ------- | ------ |
| 小川町高萩 | 529世帯 | 1339人 |

## 小・中学校の学区
市立小・中学校に通う場合、学区は以下の通りとなる。
| 番地 | 小学校               | 中学校               |
| ---- | -------------------- | -------------------- |
| 全域 | いわき市立小玉小学校 | いわき市立小川中学校 |

## 交通

### 鉄道
- JR磐越東線
  - 小川郷駅

### 道路
- 福島県道135号三株下市萱小川線
- 福島県道248号小川赤井平線

## 施設
- いわき市役所小川支所
- 小川郵便局
- 西小川郵便局
- 高萩公民館
- 山ノ入公民館
- 草野心平記念文学館
- 東北電力小玉川第一発電所
- 高萩院
- 長善院
- 小川諏訪神社